# 23-й танковый полк 12-й танковой дивизии
23 танковый полк — воинское соединение РККА в составе 12-й танковой дивизии в составе 8-го механизированного корпуса 26-й армии Киевского Особого военного округа. Период боевых действий с 22 июня 1941 года по 1 сентября 1941 года (недоступная ссылка).

## История
23-й танковый полк был сформирован в составе 12-й танковой дивизии (в/ч 6116) в г. Стрый в составе 8-го механизированного корпуса 26-й армии Киевского Особого военного округа весной 1941 года на базе 23-й легкотанковой бригады.
На вооружении состояли танки Т-34 с орудием Л-11.
25—26 июня 1941 года в составе 12-й танковой дивизии вошёл в состав подвижной группы 8-го механизированного корпуса под командованием заместителя по политической части командира корпуса бригадного комиссара Н. К. Попеля. В течение 26—27 июня дивизия вел тяжёлые бои с превосходящим противником, имея против себя 16-ю танковую дивизии Германии. В конце июня полк, другие части дивизии подвижной группы 8-го мехкорпуса были окружены и в течение недели вели оборонительные бои на коммуникациях 1-й танковой группы вермахта, тем самым сорвав её действия в районе Острога.
В августе 1941 года полк находился в окружении в районе Канев.
Переформирован в 62 отб.

## Командование
- Командир полка — Галайда Наум Сергеевич (1902), подполковник, пропал без вести 11.07.1941 г.
- С 26 августа по 11 октября 1941 года командир полка Цинченко А. В. подполковник.
- Командир полка — Алабушев Николай Михайлович (1900), подполковник, 11.10.1941 г. будучи командиром 129 ОТБР был задавлен танком в районе Копьеваха, похоронен в селе Большая Писаревка, Курской области.
- Пом. командира по т/ч — Горло Иван Дмитриевич (1905), капитан, убит при бомбардировке 10.07.1941 г. Похоронен в лесу в районе г. Броды.
- Завдел т/ч полка — Заяц Николай Моисеевич (1914), техник-интендант 2 ранга, убит при бомбардировке 10.07.1941 г. Похоронен в лесу в районе г. Броды.
- Начальник 1-й части — Санников Н. Ф. (19??), капитан, пропал без вести летом 1941 г.
- Пом. начальника 1-й части — Кучмейчук Василий Адамович (1909), техник-интендант 1 ранга, убит при бомбардировке 10.07.1941 г. Похоронен в лесу в районе г. Броды.
- Начальник связи полка — Смушков Николай Иванович (1907), капитан, пропал без вести 26.06.1941 г.
- Начальник ОВС — Норинов Владимир Николаевич (1908), ст. лейтенант, пропал без вести 26.06.1941 г.
- Командир батальона — Литвинов Аркадий Ильич (1909), капитан, пропал без вести летом 1941 г.
- Командир батальона — Бабаджан Илья Азарович (1900), капитан, погиб при атаке 26.06.1941 г.
- Командир роты — Копиенко Григорий Васильевич (1907), капитан, пропал без вести летом 1941 г.
- Зам. командира роты по п/ч — Гранкин Иван Назарович (1914), политрук, погиб при атаке противника, похоронен в лесу в районе г. Броды.
- Командир взвода — Сметанин Пётр Елизарович (1919), лейтенант, пропал без вести летом 1941 г.
- Командир взвода — Щербань Михаил Васильевич (1911), мл. лейтенант, погиб при атаке противника в районе г. Броды.
- Ст. адъютант — Копиенко Григорий Васильевич (1907), ст. лейтенант, пропал без вести летом 1941 г.
- Политрук роты — Дорошенко Павел Артёмович (1914), политрук, пропал без вести летом 1941 г.

## Маркировка танков
Большие белые треугольники на башне танка.